# John Money

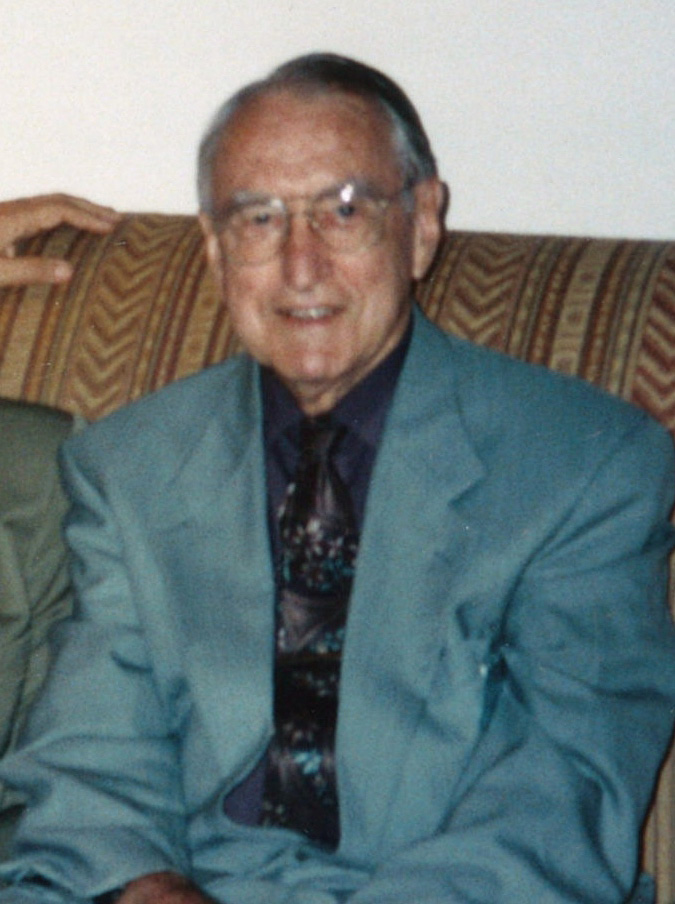
John Money

John William Money (Morrinsville, 8 luglio 1921 – Towson, 7 luglio 2006) è stato uno psicologo e sessuologo neozelandese, specializzato nella ricerca nell'ambito dell'identità di genere.

## Biografia
Nato a Morrinsville, in Nuova Zelanda, da una famiglia con ascendenze inglesi e gallesi, Money ha studiato inizialmente psicologia all'Università Victoria di Wellington, diplomandosi con un doppio master in psicologia e istruzione nel 1944. Money era un membro junior della facoltà di psicologia presso il Università di Otago a Dunedin, ma nel 1947, all'età di 26 anni, emigrò negli Stati Uniti per studiare all'Istituto psichiatrico dell'Università di Pittsburgh. Dopo un periodo lasciò Pittsburgh e conseguì il dottorato alla Harvard University nel 1952. Fu sposato per un breve periodo negli anni '50 ma non ebbe figli.

### Carriera e ricerche
Fu uno dei primi esperti ad utilizzare il termine "identità di genere", per indicare la percezione dell'appartenenza che una persona ha al mondo maschile, oppure a quello femminile. Coniò inoltre il termine "cronofilia", nell'ambito della parafilia, per indicare l'attrazione limitata soltanto a persone di una certa età, a prescindere da un riferimento specifico all'età reale (o percepita) dal singolo (molto più grandi, piccoli, o coetanei). Fondò nel 1965 all'interno dell'Università Johns Hopkins la "Clinica per l'Identità di Genere" per pazienti transessuali o ermafroditi.
Il suo lavoro alla clinica sviluppò e rese popolare la teoria interazionista, la quale implica che, dopo una certa età, l'identità di genere è relativamente fluida e soggetta a costanti aggiustamenti. Il suo libro, Uomo, donna, ragazzo, ragazza (1972) divenne un testo universitario; la sua teoria è negata dalla filosofa Donna Haraway.
Il dottor John Money è stato membro, in seno all'istituto governativo National Institute of Mental Health (NIMH) della Task Force on Homosexuality: un gruppo di studio presieduto dalla psicologa Evelyn Hooker, e composto da Judd Marmor, Alfred Kinsey e dai suoi due collaboratori, Money e Paul Gebhard. Tale gruppo produsse numerosi studi che contribuirono, all'interno della American Psychiatric Association, alla rimozione dell'omosessualità dalle patologie descritte nel manuale diagnostico DSM del 1974. Operò la prima distinzione fra una forma "affettiva" e non violenta di pedofilia, dal disordine sessuale della pedofilia di tipo sadomasochistico.

## Premi
Ha ricevuto nel 2002 la medaglia Magnus Hirschfeld dalla Società tedesca per la ricerca sulla sessualità socio-scientifica.

## Il caso John/Joan
Durante la sua vita professionale, Money è stato rispettato come esperto di comportamento sessuale, soprattutto per le sue opinioni secondo cui il genere è appreso piuttosto che innato. Tuttavia, in seguito fu rivelato che il suo caso più famoso, quello di David Reimer, nato Bruce Reimer, era fondamentalmente errato. Nel 1966, una circoncisione sbagliata lasciò Reimer, di otto mesi, senza pene. Money convinse i genitori del bambino che l'intervento di riassegnazione del sesso sarebbe stato nell'interesse di Reimer. All'età di 22 mesi, Reimer fu quindi sottoposto ad un'orchiectomia, con la quale gli furono rimossi chirurgicamente i testicoli. Fu riassegnato per essere cresciuto come femmina e il suo nome cambiò da Bruce a Brenda. Money raccomandò inoltre un trattamento ormonale, al quale i genitori acconsentirono. Money consigliò anche una procedura chirurgica per creare una vagina artificiale, che i genitori però rifiutarono. In seguito a tali operazioni, Money pubblicò una serie di articoli che riportavano il successo della riassegnazione.
Come descritto da John Colapinto, il biografo di Reimer, a partire da quando David e il suo gemello Brian avevano sei anni, Money mostrò loro della pornografia e costrinse i due a provare atti sessuali, con David nella parte femminile mentre Brian "premeva il suo inguine contro" le natiche di David. Money costrinse anche i due bambini a spogliarsi per "ispezioni genitali", e in un'occasione scattò una foto. Colapinto ipotizza che la motivazione di Money per questi trattamenti possa essere stata la convinzione che "le prove sessuali dell'infanzia" fossero importanti per una "sana identità di genere da adulti".
Per diversi anni, Money riportò i progressi di Reimer come il "caso John/Joan", descrivendo uno sviluppo del genere femminile completamente riuscito e utilizzando questo caso per sostenere la fattibilità della riassegnazione del sesso e della ricostruzione chirurgica anche in casi non intersessuali. Le note di un ex studente del laboratorio di Money affermano che, durante le visite di controllo annuali, i genitori di Reimer mentivano abitualmente al personale sul successo della procedura. Quando Money ne venne a conoscenza, continuò per decenni a travisare come un successo il fallimento conclamato. Quando questo fu scoperto, l'idea di un'identità di genere puramente costruita socialmente e di interventi medici intersessuali infantili era diventata lo standard medico e sociologico accettato.
A 14 anni e in estrema agonia psicologica, Reimer fu finalmente messo al corrente della verità dai suoi genitori. Scelse di iniziare a chiamarsi David e si sottopose a interventi chirurgici per invertire le modificazioni corporee femminili.[29]
Il caso di David Reimer è stato portato all'attenzione internazionale nel 1997, quando Reimer ha raccontato la sua storia a Milton Diamond, un sessuologo accademico, che ha convinto Reimer a permettergli di riferire l'esito dell'intervento per dissuadere i medici dal trattare altri neonati in modo simile. Poco dopo, Reimer rese pubblica la sua storia da cui John Colapinto estrasse un resoconto ampiamente diffuso e influente sulla rivista Rolling Stone nel dicembre 1997. Il resoconto è stato poi ampliato nella biografia best seller del New York Times As Nature Made Him: The Boy Who Was Raised as a Girl (2000), in cui Colapinto descrive come, contrariamente a quanto riportato da Money, quando viveva come Brenda, Reimer non si identificasse come una ragazza. Era ostracizzato e vittima di bullismo da parte dei coetanei (che lo soprannominavano "donna delle caverne"), e né i vestiti ornamentali né gli ormoni femminili lo facevano sentire femmina.
Il 1º luglio 2002, Brian viene trovato morto per un'overdose di antidepressivi. Il 4 maggio 2004, dopo anni di grave depressione, instabilità finanziaria e problemi coniugali, David si è suicidato sparandosi alla testa con un fucile a canne mozze all'età di 38 anni. I genitori di Reimer hanno dichiarato che la metodologia di Money è responsabile della morte di entrambi i loro figli.
Una volta che il caso fu scoperto, Money sostenne che la reazione dei media alla denuncia di Diamond era dovuta a pregiudizi dei media di destra e al "movimento antifemminista". Disse anche che i suoi detrattori ritenevano che "la mascolinità e la femminilità sono incorporate nei geni, quindi le donne avrebbero dovuto tornare al materasso e alla cucina". Tuttavia, anche gli attivisti intersessuali hanno criticato Money, affermando che il fallimento non denunciato ha portato alla riassegnazione chirurgica di migliaia di neonati come questione di politica.